# Oscinella pura
Oscinella pura är en tvåvingeart som beskrevs av Becker 1912. Oscinella pura ingår i släktet Oscinella och familjen fritflugor. Inga underarter finns listade i Catalogue of Life.